# Pozo Sotón
El Pozo Sotón es una emblemática explotación de carbón de hulla situada entre El Entrego y Sotrondio, en el municipio asturiano de San Martín del Rey Aurelio (España). Actualmente alberga el Centro de experiencias y memoria de la minería, siendo visitable una de sus galerías subterráneas y albergando también un memorial con cientos de nombres de trabajadores fallecidos en la actividad minera.
Fue declarado bien de interés cultural el 5 de marzo de 2014 con la categoría de monumento.

## Historia
Esta vega del río Nalón se explotaba mucho antes de la profundización del pozo mediante minas de montaña como La Generala, Sotón Antiguo o Sallosa, siendo éstas del siglo XIX y conservadas en la actualidad. En 1918 comienza la profundización del pozo por la Duro Felguera para alimentar los altos hornos de La Felguera, en Langreo, y es en 1921 cuando se completa el complejo.
En 1962 (año en el que tuvo lugar la gran Huelga Minera de Asturias), Carlos Hugo de Borbón, pretendiente al trono de España, trabajó en el pozo bajo el nombre de Javier Ipiña de Azcunaga, hasta que fue descubierto y detenido por el régimen. Más tarde la explotación pasó a mano de la empresa pública Hunosa. El pozo en activo hasta su cierre en 2014, donde comenzó su proceso de reconversión a recurso turístico. Fue seleccionado por TICCIH España para su exposición itinerante 100 elementos del Patrimonio Industrial en España.

## Descripción

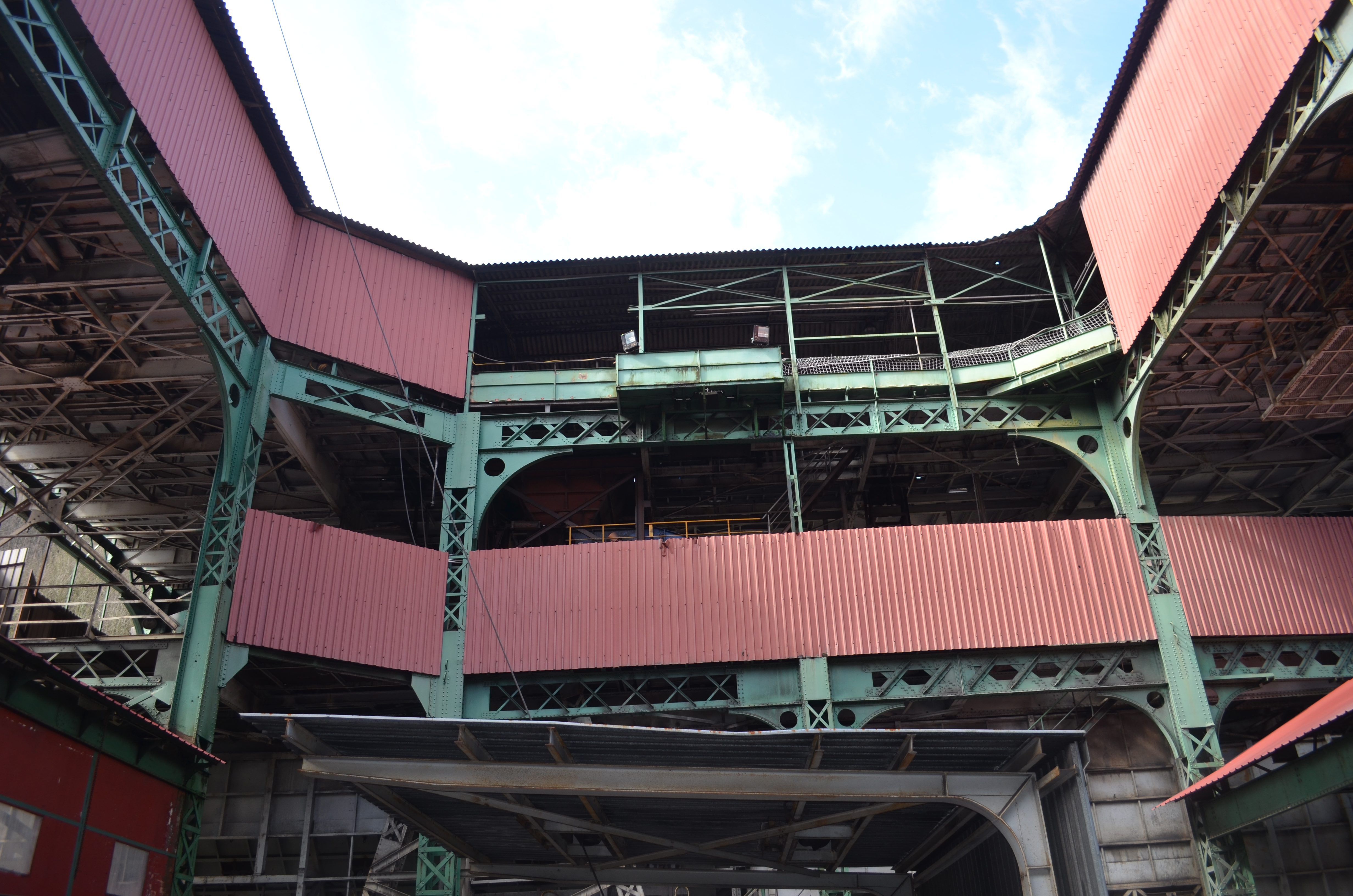
Estructura réter de celosías que une los dos castilletes

El Pozo Sotón se encuentra junto al río Nalón. Fue profundizado en 1918 por Duro Felguera teniendo para ello que desviar el curso del Nalón unos metros y canalizarlo. A simple vista lo más llamativo del complejo minero es la existencia de dos castilletes, caso único en la Cuenca del Nalón tras la desaparición de uno en el Pozo Fondón de Sama tras su cierre. La razón del doble castillete es que en realidad son dos pozos independientes, superando uno de ellos los 500 metros de profundidad sobre la superficie. Los castilletes (que sustituyeron a los originales) están agrupados en el pabellón de embarque y clasificadero de carbones también llamado en la zona "réter", una gran estructura de hierro de los años 20. Las otras edificaciones del pozo son el cargadero para el ferrocarril, la casa de máquinas (que sigue el mismo estilo que otros edificios de la empresa), casas de aseo (racionalistas, con armoniosa construcción) y otras naves pertenecientes a antiguos barracones para mineros y oficinas que van desde la época de profundización del pozo hasta la ampliación de la década de 1950.
La interesante casa de máquinas y sobre todo al estructura de aceros que rodean los castilletes, de estilo "Eiffel" son los elementos arquitectónicos más interesantes del complejo.